# اروینگتون (آلاباما)
اروینگتون (به انگلیسی: Irvington) یک منطقهٔ مسکونی در ایالات متحده آمریکا است که در شهرستان موبایل، آلاباما واقع شده‌است. اروینگتون ۳۹٫۹۳ متر بالاتر از سطح دریا واقع شده‌است.